# Parti démocrate (Portugal)
Ne pas confondre avec Parti social-démocrate (Portugal) ni Parti démocrate républicain (pt)
Le 'Parti démocrate' (Partido Democrático), pɐɾtiðu dɨmukɾatiku, officiellement connu sous le nom Parti républicain portugais (Partido Republicano Português) [pɐɾtiðu ʁɛpuβlikɐnu puɾtuɣeʃ), était un parti politique portugais de gauche  durant la Première République portugaise. Il a également été le successeur auto-proclamé du Parti républicain portugais, qui avait été à l'origine de la  Révolution qui a établi la Première République portugaise en 1910.
Le nom « Parti démocrate » n'a jamais été le nom officiel du parti, comme le Parti républicain portugais n'a jamais cessé d'exister. Toutefois, le parti est de facto différent et donc les autres parties (qui appartenait au PRP avant 1910) ont utilisé la nouvelle expression pour faire valoir leur opposition à la demande de continuation du PrP par Afonso Costa, le premier chef du Parti démocrate. D'autres noms ont été donnés aux membres du Parti démocrate, comme les Afonsists, nommé d'après Afonso Costa.

## Premiers ministres
- Augusto de Vasconcelos (1911-1912)
- Duarte Leite (1912-1913)
- Afonso Costa (1913-1914; 1915-1916; 1917 - en coalition avec les évolutionnistes dans l'Union Sacrée)
- Bernardino Machado (1914; 1921)
- Victor Hugo de Azevedo Coutinho (1914-1915)
- António José de Almeida (1916-1917 - en coalition avec les évolutionnistes dans l'Union Sacrée)
- José Relvas (1919)
- Domingos Pereira (1919; 1920; 1925)
- Alfredo de Sá Cardoso (1919-1920; 1920)
- António Maria Baptista (1920)
- José Ramos Preto (1920)
- António Maria da Silva (1920; 1922-1923; 1925; 1925-1926)
- Liberato Pinto (1920-1921)
- Alfredo Rodrigues Gaspar (1924)
- Vitorino Guimarães (1925)

## Présidents de la  République
- Manuel de Arriaga (1911-1915)

- Teófilo Braga (1915)

- Bernardino Machado (1915-1918; 1925-1926)

- Manuel Teixeira Gomes (1923-1925)